# Biblioteca Romeu Ritter dos Reis
A Biblioteca Romeu Ritter dos Reis é a biblioteca acadêmica do Centro Universitário Ritter dos Reis, uma instituição brasileira de ensino superior. Está presente em seus dois campi, nas cidades de Porto Alegre — capital do estado do Rio Grande do Sul — e Canoas. Foi nomeada em homenagem ao fundador do centro universitário, o advogado, professor e teólogo adventista Romeu Ritter dos Reis (1915-1993).

## Acervo
O acervo da Biblioteca é variado e atende à comunidade acadêmica de todos os cursos em suas atividades de ensino, pesquisa e extensão, compreendendo livros, dissertações, periódicos, mapas, fitas de vídeo, DVDs e outros tipos de materiais.
No campus de Porto Alegre, ocupa uma área de cerca de mil m², e seu acervo abrange 129.080 volumes. Já no campus de Canoas, o acervo atinge 51.673 volumes.